# Qualificazioni al campionato europeo maschile under 21 di calcio 2019
Le qualificazioni al campionato europeo di calcio Under-21 2019 hanno determinato le 11 squadre qualificate alla fase finale del torneo che si è disputato in Italia tra il 16 e il 30 giugno 2019.
L'Italia fu automaticamente qualificata per la fase finale in quanto nazione ospitante mentre San Marino, nonostante abbia ospitato alcune gare della manifestazione, ha partecipato regolarmente alle qualificazioni. A queste ultime hanno preso parte 54 squadre divise in 9 gruppi, con le debuttanti Gibilterra e Kosovo. La competizione è riservata ai calciatori nati a partire dal 1º gennaio 1996.

## Formato
Il torneo di qualificazione consta di due fasi:
- Fase a gironi: le 54 partecipanti sono ripartite in 9 gironi all'italiana. Le squadre prime classificate di ciascun gruppo si qualificano direttamente alla fase finale del torneo, mentre le 4 migliori seconde avanzano alla fase successiva delle qualificazioni.
- Spareggi: le 4 migliori seconde si affrontano in due confronti ad eliminazione diretta con gare di andata e ritorno. Le due squadre vincitrici si qualificano alla fase finale del torneo, aggiungendosi alle 9 squadre già qualificate dalla fase a gironi e all'Italia , qualificata di diritto come nazione organizzatrice.

### Criteri di ordinamento
In caso di arrivo di due o più squadre a pari punti, la graduatoria finale verrà stilata secondo la classifica avulsa tra le squadre interessate che prevede, in ordine, i seguenti criteri:
1. Punti negli scontri diretti
2. Differenza reti negli scontri diretti
3. Reti realizzate negli scontri diretti
4. Reti realizzate in trasferta negli scontri diretti
5. Differenza reti generale
6. Reti realizzate complessivamente
7. Reti realizzate complessivamente in trasferta
8. Punteggio disciplinare (3 punti per ciascuna espulsione (sia diretta che per somma di ammonizioni), 1 punto per ciascuna ammonizione)
9. Ranking UEFA attribuito in fase di sorteggio

Per determinare le 4 migliori seconde che disputeranno gli spareggi, non verranno considerati i risultati ottenuti contro le ultime classificate di ciascun girone. Saranno applicati i seguenti criteri:
1. Punti
2. Differenza reti
3. Reti realizzate
4. Reti realizzate in trasferta
5. Punteggio disciplinare
6. Ranking UEFA attribuito in fase di sorteggio

## Calendario
| Fase          | Date                |                    |
| ------------- | ------------------- | ------------------ |
| Fase a gironi | 1–4 settembre 2017  |                    |
| Fase a gironi | 5–10 ottobre 2017   |                    |
| Fase a gironi | 9–14 novembre 2017  |                    |
| Fase a gironi | 22–27 marzo 2018    |                    |
| Fase a gironi | 25–29 maggio 2018   |                    |
| Fase a gironi | 6–11 settembre 2018 |                    |
| Fase a gironi | Spareggi            | 11–15 ottobre 2018 |

## Sorteggio
Il sorteggio per la fase a gironi si è tenuto il 26 gennaio 2017 a Nyon. Le 54 partecipanti sono state ripartite in sei fasce di merito secondo un coefficiente globale calcolato sulla base del rendimento nelle seguenti competizioni:
- qualificazioni e fase finale del Campionato europeo di calcio Under-21 2013 (20%)
- qualificazioni e fase finale del Campionato europeo di calcio Under-21 2015 (40%)
- qualificazioni al Campionato europeo di calcio Under-21 2017 (40%)

Se due o più squadre riportano il medesimo coefficiente globale sono previsti i seguenti ulteriori criteri di ordinamento, basati unicamente sull'ultima competizione disputata nel periodo di riferimento (in questo caso le qualificazioni ad Euro 2017):
1. coefficiente
2. differenza reti media
3. numero medio di reti realizzate
4. numero medio di reti realizzate in trasferta
5. punteggio disciplinare medio
6. sorteggio

Per ragioni politiche si è stabilito che il Kosovo non potesse essere sorteggiato nello stesso girone di Serbia o Bosnia ed Erzegovina, così come è stata esclusa la possibilità di sorteggiare insieme Spagna e Gibilterra.
La composizione delle urne era la seguente:
| Squadra     | Coeff  | Rank |
| ----------- | ------ | ---- |
| Germania    | 39,037 | 1    |
| Portogallo  | 38,378 | 2    |
| Inghilterra | 36,621 | 3    |
| Spagna      | 36,536 | 4    |
| Danimarca   | 35,590 | 5    |
| Francia     | 34,262 | 7    |
| Svezia      | 34,259 | 8    |
| Rep. Ceca   | 33,690 | 9    |
| Italia      | 31,060 | 10   |

| Squadra     | Coeff  | Rank |
| ----------- | ------ | ---- |
| Slovacchia  | 31,057 | 11   |
| Israele     | 30,786 | 12   |
| Paesi Bassi | 29,817 | 13   |
| Austria     | 29,406 | 14   |
| Croazia     | 28,239 | 15   |
| Belgio      | 28,237 | 16   |
| Polonia     | 28,102 | 17   |
| Svizzera    | 27,882 | 18   |
| Serbia      | 27,372 | 19   |

| Squadra    | Coeff  | Rank |
| ---------- | ------ | ---- |
| Ucraina    | 27,372 | 20   |
| Norvegia   | 26,830 | 21   |
| Russia     | 26,414 | 22   |
| Turchia    | 25,927 | 23   |
| Romania    | 25,859 | 24   |
| Islanda    | 25,679 | 25   |
| Grecia     | 25,522 | 26   |
| Montenegro | 24,791 | 27   |
| Finlandia  | 24,581 | 28   |

| Squadra   | Coeff  | Rank |
| --------- | ------ | ---- |
| Galles    | 23,683 | 29   |
| Bulgaria  | 23,309 | 30   |
| Macedonia | 23,283 | 31   |
| Georgia   | 22,402 | 32   |
| Ungheria  | 22,349 | 33   |
| Irlanda   | 22,004 | 34   |
| Scozia    | 21,784 | 35   |
| Moldavia  | 20,696 | 36   |
| Albania   | 18,584 | 37   |

| Squadra              | Coeff  | Rank |
| -------------------- | ------ | ---- |
| Lituania             | 18,411 | 38   |
| Azerbaigian          | 18,331 | 39   |
| Armenia              | 18,126 | 40   |
| Bosnia ed Erzegovina | 18,056 | 41   |
| Bielorussia          | 17,741 | 42   |
| Kazakistan           | 16,826 | 43   |
| Cipro                | 16,636 | 44   |
| Lettonia             | 16,516 | 45   |
| Estonia              | 14,498 | 46   |

| Squadra          | Coeff  | Rank |
| ---------------- | ------ | ---- |
| Malta            | 14,331 | 47   |
| Lussemburgo      | 12,878 | 48   |
| Irlanda del Nord | 12,611 | 49   |
| Fær Øer          | 12,113 | 50   |
| San Marino       | 10,740 | 51   |
| Andorra          | 10,045 | 52   |
| Liechtenstein    | 8,058  | 53   |
| Gibilterra       | 0      | 54   |
| Kosovo           | 0      | 55   |

## Gruppi

### Gruppo 1
| Squadra     | P.ti | G  | V | N | P  | F  | S  | DR  |
| ----------- | ---- | -- | - | - | -- | -- | -- | --- |
| Croazia     | 25   | 10 | 8 | 1 | 1  | 31 | 5  | +26 |
| Grecia      | 25   | 10 | 8 | 1 | 1  | 26 | 5  | +21 |
| Rep. Ceca   | 16   | 10 | 5 | 1 | 4  | 14 | 15 | -1  |
| Bielorussia | 14   | 10 | 4 | 2 | 4  | 11 | 14 | -3  |
| Moldavia    | 7    | 10 | 2 | 1 | 7  | 8  | 23 | -15 |
| San Marino  | 0    | 10 | 0 | 0 | 10 | 1  | 29 | -28 |

| Squadra     | Bielorussia (bandiera) | Croazia (bandiera) | Grecia (bandiera) | Moldavia (bandiera) | Rep. Ceca (bandiera) | San Marino (bandiera) |
| ----------- | ---------------------- | ------------------ | ----------------- | ------------------- | -------------------- | --------------------- |
| Bielorussia |                        | 0 - 4              | 0 - 2             | 3 - 1               | 1 - 0                | 1 - 0                 |
| Croazia     | 2 - 1                  |                    | 2 - 0             | 4 - 0               | 5 - 1                | 5 - 0                 |
| Grecia      | 2 - 0                  | 1 - 1              |                   | 5 - 1               | 3 - 0                | 4 - 0                 |
| Moldavia    | 2 - 2                  | 0 - 3              | 0 - 2             |                     | 1 - 3                | 1 - 0                 |
| Rep. Ceca   | 1 - 1                  | 2 - 1              | 1 - 2             | 1 - 0               |                      | 3 - 1                 |
| San Marino  | 0 - 2                  | 0 - 4              | 0 - 5             | 0 - 2               | 0 - 2                |                       |

### Gruppo 2
| Squadra          | P.ti | G  | V | N | P | F  | S  | DR  |
| ---------------- | ---- | -- | - | - | - | -- | -- | --- |
| Spagna           | 27   | 10 | 9 | 0 | 1 | 31 | 10 | +21 |
| Irlanda del Nord | 20   | 10 | 6 | 2 | 2 | 15 | 11 | +4  |
| Slovacchia       | 18   | 10 | 6 | 0 | 4 | 17 | 18 | -1  |
| Islanda          | 11   | 10 | 3 | 2 | 5 | 16 | 19 | -3  |
| Albania          | 7    | 10 | 1 | 4 | 5 | 9  | 17 | -8  |
| Estonia          | 2    | 10 | 0 | 2 | 8 | 11 | 24 | -13 |

| Squadra          | Albania (bandiera) | Estonia (bandiera) | Irlanda del Nord (bandiera) | Islanda (bandiera) | Spagna (bandiera) | Slovacchia (bandiera) |
| ---------------- | ------------------ | ------------------ | --------------------------- | ------------------ | ----------------- | --------------------- |
| Albania          |                    | 0 - 0              | 1 - 1                       | 0 - 0              | 0 - 1             | 2 - 3                 |
| Estonia          | 2 - 2              |                    | 1 - 2                       | 2 - 3              | 0 - 1             | 1 - 2                 |
| Irlanda del Nord | 1 - 0              | 4 - 2              |                             | 0 - 0              | 3 - 5             | 1 - 0                 |
| Islanda          | 2 - 3              | 5 - 2              | 0 - 1                       |                    | 2 - 7             | 2 - 3                 |
| Spagna           | 3 - 0              | 3 - 1              | 1 - 2                       | 1 - 0              |                   | 5 - 1                 |
| Slovacchia       | 4 - 1              | 2 - 0              | 1 - 0                       | 0 - 2              | 1 - 4             |                       |

### Gruppo 3
| Squadra   | P.ti | G  | V | N | P | F  | S  | DR  |
| --------- | ---- | -- | - | - | - | -- | -- | --- |
| Danimarca | 23   | 10 | 7 | 2 | 1 | 30 | 8  | +22 |
| Polonia   | 22   | 10 | 6 | 4 | 0 | 22 | 9  | +13 |
| Georgia   | 12   | 10 | 3 | 3 | 4 | 11 | 19 | -8  |
| Finlandia | 9    | 10 | 2 | 3 | 5 | 13 | 21 | -8  |
| Lituania  | 8    | 10 | 2 | 2 | 6 | 7  | 16 | -9  |
| Fær Øer   | 7    | 10 | 1 | 4 | 5 | 10 | 20 | -10 |

| Squadra   | Danimarca (bandiera) | Fær Øer (bandiera) | Finlandia (bandiera) | Georgia (bandiera) | Lituania (bandiera) | Polonia (bandiera) |
| --------- | -------------------- | ------------------ | -------------------- | ------------------ | ------------------- | ------------------ |
| Danimarca |                      | 3 - 0              | 2 - 0                | 5 - 2              | 6 - 0               | 1 - 1              |
| Fær Øer   | 0 - 3                |                    | 1 - 3                | 3 - 1              | 2 - 2               | 2 - 2              |
| Finlandia | 0 - 5                | 1 - 1              |                      | 1 - 2              | 0 - 2               | 1 - 3              |
| Georgia   | 2 - 2                | 1 - 0              | 2 - 2                |                    | 1 - 0               | 0 - 3              |
| Lituania  | 0 - 2                | 3 - 0              | 0 - 2                | 0 - 0              |                     | 0 - 2              |
| Polonia   | 3 - 1                | 1 - 1              | 3 - 3                | 3 - 0              | 1 - 0               |                    |

### Gruppo 4
| Squadra     | P.ti | G  | V | N | P | F  | S  | DR  |
| ----------- | ---- | -- | - | - | - | -- | -- | --- |
| Inghilterra | 26   | 10 | 8 | 2 | 0 | 23 | 4  | +19 |
| Paesi Bassi | 18   | 10 | 5 | 3 | 2 | 21 | 6  | +15 |
| Ucraina     | 17   | 10 | 5 | 2 | 3 | 18 | 12 | +6  |
| Scozia      | 14   | 10 | 4 | 2 | 4 | 13 | 13 | 0   |
| Lettonia    | 4    | 10 | 0 | 4 | 6 | 5  | 18 | -13 |
| Andorra     | 3    | 10 | 0 | 3 | 7 | 1  | 28 | -27 |

| Squadra     | Andorra (bandiera) | Inghilterra (bandiera) | Lettonia (bandiera) | Paesi Bassi (bandiera) | Scozia (bandiera) | Ucraina (bandiera) |
| ----------- | ------------------ | ---------------------- | ------------------- | ---------------------- | ----------------- | ------------------ |
| Andorra     |                    | 0 - 1                  | 0 - 0               | 0 - 1                  | 1 - 1             | 0 - 6              |
| Inghilterra | 7 - 0              |                        | 3 - 0               | 0 - 0                  | 3 - 1             | 2 - 1              |
| Lettonia    | 0 - 0              | 1 - 2                  |                     | 0 - 3                  | 0 - 2             | 1 - 1              |
| Paesi Bassi | 8 - 0              | 1 - 1                  | 3 - 0               |                        | 1 - 2             | 3 - 0              |
| Scozia      | 3 - 0              | 0 - 2                  | 1 - 1               | 2 - 0                  |                   | 0 - 2              |
| Ucraina     | 1 - 0              | 0 - 2                  | 3 - 2               | 1 - 1                  | 3 - 1             |                    |

### Gruppo 5
| Squadra     | P.ti | G  | V | N | P | F  | S  | DR  |
| ----------- | ---- | -- | - | - | - | -- | -- | --- |
| Germania    | 25   | 10 | 8 | 1 | 1 | 33 | 7  | +26 |
| Norvegia    | 15   | 10 | 4 | 3 | 3 | 15 | 13 | +2  |
| Irlanda     | 14   | 10 | 4 | 2 | 4 | 12 | 15 | -3  |
| Israele     | 14   | 10 | 4 | 2 | 4 | 17 | 18 | -1  |
| Kosovo      | 12   | 10 | 3 | 3 | 4 | 9  | 12 | -3  |
| Azerbaigian | 3    | 10 | 0 | 3 | 7 | 6  | 27 | -21 |

| Squadra     | Azerbaigian (bandiera) | Germania (bandiera) | Irlanda (bandiera) | Israele (bandiera) | Kosovo (bandiera) | Norvegia (bandiera) |
| ----------- | ---------------------- | ------------------- | ------------------ | ------------------ | ----------------- | ------------------- |
| Azerbaigian |                        | 0 - 7               | 1 - 3              | 1 - 1              | 0 - 0             | 1 - 3               |
| Germania    | 6 - 1                  |                     | 2 - 0              | 3 - 0              | 1 - 0             | 2 - 1               |
| Irlanda     | 1 - 0                  | 0 - 6               |                    | 4 - 0              | 1 - 0             | 0 - 0               |
| Israele     | 3 - 1                  | 2 - 5               | 3 - 1              |                    | 3 - 0             | 1 - 3               |
| Kosovo      | 2 - 0                  | 0 - 0               | 1 - 1              | 0 - 4              |                   | 3 - 2               |
| Norvegia    | 1 - 1                  | 3 - 1               | 2 - 1              | 0 - 0              | 0 - 3             |                     |

1. ↑  a tavolino

### Gruppo 6
| Squadra  | P.ti | G  | V | N | P | F  | S  | DR  |
| -------- | ---- | -- | - | - | - | -- | -- | --- |
| Belgio   | 26   | 10 | 8 | 2 | 0 | 23 | 5  | +18 |
| Svezia   | 20   | 10 | 6 | 2 | 2 | 19 | 8  | +11 |
| Turchia  | 17   | 10 | 5 | 2 | 3 | 14 | 10 | +4  |
| Ungheria | 11   | 10 | 3 | 2 | 5 | 12 | 14 | -2  |
| Cipro    | 7    | 10 | 2 | 1 | 7 | 8  | 23 | -15 |
| Malta    | 4    | 10 | 1 | 1 | 8 | 8  | 24 | -16 |

| Squadra  | Belgio (bandiera) | Cipro (bandiera) | Malta (bandiera) | Svezia (bandiera) | Turchia (bandiera) | Ungheria (bandiera) |
| -------- | ----------------- | ---------------- | ---------------- | ----------------- | ------------------ | ------------------- |
| Belgio   |                   | 3 - 2            | 2 - 1            | 1 - 1             | 0 - 0              | 3 - 0               |
| Cipro    | 0 - 2             |                  | 2 - 1            | 0 - 1             | 2 - 1              | 0 - 2               |
| Malta    | 0 - 4             | 1 - 1            |                  | 0 - 4             | 0 - 1              | 2 - 1               |
| Svezia   | 0 - 3             | 4 - 1            | 3 - 0            |                   | 0 - 1              | 1 - 0               |
| Turchia  | 1 - 2             | 4 - 0            | 4 - 2            | 0 - 3             |                    | 0 - 0               |
| Ungheria | 0 - 3             | 4 - 0            | 2 - 1            | 2 - 2             | 1 - 2              |                     |

### Gruppo 7
| Squadra    | P.ti | G  | V | N | P | F  | S  | DR  |
| ---------- | ---- | -- | - | - | - | -- | -- | --- |
| Serbia     | 26   | 10 | 8 | 2 | 0 | 23 | 5  | +18 |
| Austria    | 22   | 10 | 7 | 1 | 2 | 25 | 7  | +18 |
| Russia     | 19   | 10 | 6 | 1 | 3 | 25 | 13 | +12 |
| Armenia    | 9    | 10 | 2 | 3 | 5 | 9  | 16 | -7  |
| Macedonia  | 7    | 10 | 2 | 1 | 7 | 17 | 24 | -7  |
| Gibilterra | 3    | 10 | 1 | 0 | 9 | 2  | 36 | -34 |

| Squadra    | Armenia (bandiera) | Austria (bandiera) | Gibilterra (bandiera) | Macedonia (bandiera) | Russia (bandiera) | Serbia (bandiera) |
| ---------- | ------------------ | ------------------ | --------------------- | -------------------- | ----------------- | ----------------- |
| Armenia    |                    | 0 - 5              | 1 - 0                 | 0 - 3                | 1 - 2             | 0 - 1             |
| Austria    | 2 - 1              |                    | 3 - 0                 | 2 - 0                | 3 - 2             | 1 - 3             |
| Gibilterra | 0 - 3              | 0 - 5              |                       | 1 - 0                | 0 - 5             | 0 - 6             |
| Macedonia  | 3 - 3              | 0 - 4              | 6 - 1                 |                      | 3 - 4             | 0 - 2             |
| Russia     | 0 - 0              | 1 - 0              | 3 - 0                 | 5 - 1                |                   | 1 - 2             |
| Serbia     | 0 - 0              | 0 - 0              | 4 - 0                 | 2 - 1                | 3 - 2             |                   |

### Gruppo 8
| Squadra              | P.ti | G  | V | N | P  | F  | S  | DR  |
| -------------------- | ---- | -- | - | - | -- | -- | -- | --- |
| Romania              | 24   | 10 | 7 | 3 | 0  | 19 | 4  | +15 |
| Portogallo           | 22   | 10 | 7 | 1 | 2  | 33 | 11 | +22 |
| Bosnia ed Erzegovina | 18   | 10 | 6 | 0 | 4  | 24 | 11 | +13 |
| Galles               | 13   | 10 | 4 | 1 | 5  | 11 | 14 | -3  |
| Svizzera             | 10   | 10 | 3 | 1 | 6  | 11 | 18 | -7  |
| Liechtenstein        | 0    | 10 | 0 | 0 | 10 | 2  | 42 | -40 |

| Squadra              | Bosnia ed Erzegovina (bandiera) | Galles (bandiera) | Liechtenstein (bandiera) | Portogallo (bandiera) | Romania (bandiera) | Svizzera (bandiera) |
| -------------------- | ------------------------------- | ----------------- | ------------------------ | --------------------- | ------------------ | ------------------- |
| Bosnia ed Erzegovina |                                 | 1 - 0             | 6 - 0                    | 3 - 1                 | 1 - 3              | 3 - 0               |
| Galles               | 0 - 4                           |                   | 2 - 1                    | 0 - 2                 | 0 - 0              | 3 - 1               |
| Liechtenstein        | 0 - 4                           | 1 - 3             |                          | 0 - 9                 | 0 - 2              | 0 - 2               |
| Portogallo           | 4 - 2                           | 2 - 0             | 7 - 0                    |                       | 1 - 2              | 2 - 1               |
| Romania              | 2 - 0                           | 2 - 0             | 4 - 0                    | 1 - 1                 |                    | 1 - 1               |
| Svizzera             | 1 - 0                           | 0 - 3             | 3 - 0                    | 2 - 4                 | 0 - 2              |                     |

### Gruppo 9
| Squadra     | P.ti | G  | V | N | P | F  | S  | DR  |
| ----------- | ---- | -- | - | - | - | -- | -- | --- |
| Francia     | 28   | 10 | 9 | 1 | 0 | 24 | 6  | +18 |
| Slovenia    | 16   | 10 | 4 | 4 | 2 | 14 | 12 | +2  |
| Montenegro  | 11   | 10 | 3 | 2 | 5 | 15 | 15 | 0   |
| Bulgaria    | 10   | 10 | 2 | 4 | 4 | 10 | 11 | -1  |
| Kazakistan  | 10   | 10 | 2 | 4 | 4 | 13 | 18 | -5  |
| Lussemburgo | 7    | 10 | 2 | 1 | 7 | 7  | 21 | -14 |

| Squadra     | Bulgaria (bandiera) | Francia (bandiera) | Kazakistan (bandiera) | Lussemburgo (bandiera) | Montenegro (bandiera) | Slovenia (bandiera) |
| ----------- | ------------------- | ------------------ | --------------------- | ---------------------- | --------------------- | ------------------- |
| Bulgaria    |                     | 0 - 1              | 2 - 2                 | 0 - 1                  | 3 - 1                 | 3 - 0               |
| Francia     | 3 - 0               |                    | 4 - 1                 | 2 - 0                  | 2 - 1                 | 1 - 1               |
| Kazakistan  | 1 - 1               | 0 - 3              |                       | 3 - 0                  | 1 - 1                 | 0 - 0               |
| Lussemburgo | 1 - 0               | 2 - 3              | 0 - 3                 |                        | 1 - 3                 | 1 - 1               |
| Montenegro  | 0 - 0               | 0 - 2              | 5 - 1                 | 3 - 0                  |                       | 1 - 3               |
| Slovenia    | 1 - 1               | 1 - 3              | 2 - 1                 | 3 - 1                  | 2 - 0                 |                     |

1. ↑  a tavolino

### Raffronto tra le seconde classificate di ogni gruppo
Nel raffronto tra le seconde classificate non si tiene conto dei punti conquistati contro l'ultima in classifica del proprio girone.
| Pos. | Gr. | Squadra          | Pt | G | V | P | S | RF | RS | DR  |
| ---- | --- | ---------------- | -- | - | - | - | - | -- | -- | --- |
| 1    | 3   | Polonia          | 20 | 8 | 6 | 2 | 0 | 19 | 6  | +13 |
| 2    | 1   | Grecia           | 19 | 8 | 6 | 1 | 1 | 17 | 5  | +12 |
| 3    | 7   | Austria          | 16 | 8 | 5 | 1 | 2 | 17 | 7  | +10 |
| 4    | 8   | Portogallo       | 16 | 8 | 5 | 1 | 2 | 17 | 11 | +6  |
| 5    | 6   | Svezia           | 14 | 8 | 4 | 2 | 2 | 12 | 8  | +4  |
| 6    | 2   | Irlanda del Nord | 14 | 8 | 4 | 2 | 2 | 9  | 8  | +1  |
| 7    | 4   | Paesi Bassi      | 12 | 8 | 3 | 3 | 2 | 12 | 6  | +6  |
| 8    | 9   | Slovenia         | 12 | 8 | 3 | 3 | 2 | 10 | 10 | 0   |
| 9    | 5   | Norvegia         | 11 | 8 | 3 | 2 | 3 | 11 | 11 | 0   |

## Play-off
| Squadra 1 | Totale | Squadra 2  | Andata | Ritorno |
| --------- | ------ | ---------- | ------ | ------- |
| Grecia    | 0 - 2  | Austria    | 0 - 1  | 0 - 1   |
| Polonia   | 3 - 2  | Portogallo | 0 - 1  | 3 - 1   |